# Henning Solberg
Henning Solberg (Askim, 8 gennaio 1973) è un pilota di rally norvegese.

## Carriera
Seguendo le orme del fratello Petter Solberg, diventato poi campione del mondo 2003, anche Henning ha incominciato la sua carriera con il Bilcross una variante norvegese del Rallycross.

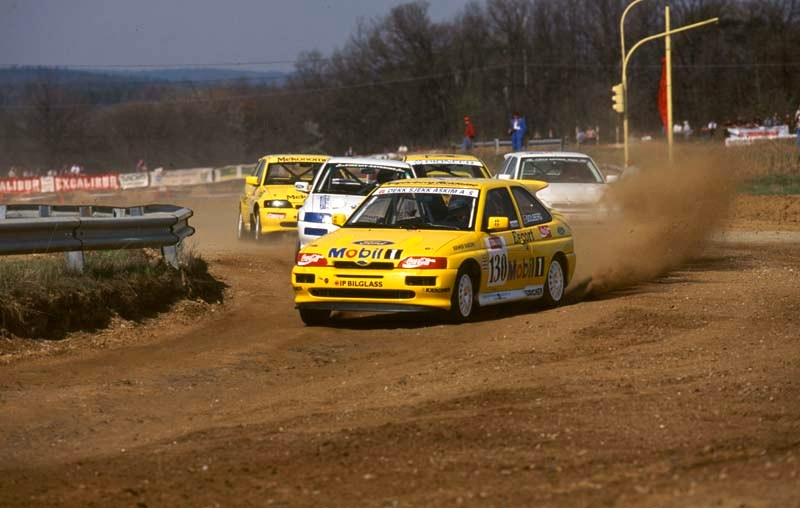
Solberg (Hennin con una Ford Escort RS Cosworth) durante un evento di Rallycross

Tra il 1999 e il 2003 è stato il campione norvegese di rally.
Nel 2006 ha corso 12 dei 16 eventi WRC più il rally di Norvegia a bordo di una Peugeot 307 WRC della Bozian Racing. Ha conquistato un podio al rally di Turchia.
Nel 2007 ha corso con il team Stobart utilizzando una Ford Focus WRC; ha ottenuto due podi, in Norvegia e in Giappone, e numerosi piazzamenti come il quarto posto in Svezia chiudendo con il suo miglior risultato in carriera arrivando sesto assoluto con 34 punti.
La stagione 2008, corsa con lo stesso team, inizia subito con un piazzamento nei primi dieci con il nono posto assoluto conquistato nel Rally di Monte Carlo però seguito da tre gare senza punti con un ritiro e una non partecipazione che ne ritardarono la posizione in classifica fino al Rally di Giordania dove Henning arriva quarto assoluto dietro Mikko Hirvonen, Dani Sordo e Chris Atkinson conquistando 5 punti per la classifica generale.

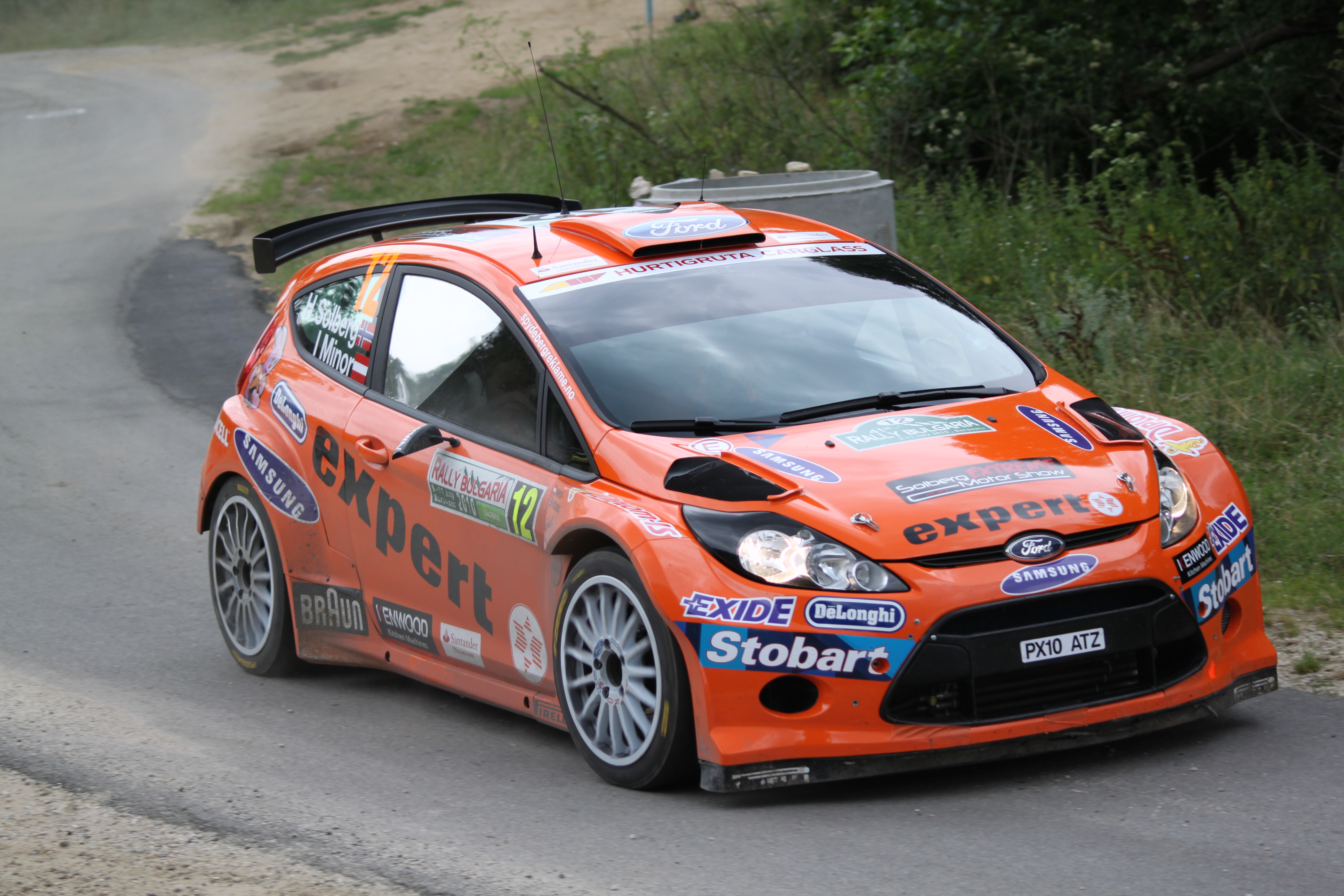
Solberg alla guida della Fiesta WRC in Bulgaria

Seguono altri cinque piazzamenti a punti partendo con la gara disputata in Italia dove Henning si piazza al settimo posto assoluto per poi confermarsi 8º, 5º, 5º e 7º in Germania.
Nelle ultime cinque gare Henning non si piazza mai fra i primi dieci e chiude la stagione regolare ottavo assoluto con 22 punti totali.
Nel 2009 sempre a bordo di una Ford Focus (modello 2008) della stessa squadra conclude la stagione pareggiando il suo record in posizione finale come sesto assoluto.
Tale risultato parte da due quarti posti conquistati nel Rally d'Irlanda e poi ripetuto in quello di casa in Norvegia per poi successivamente mancare l'aggancio nei primi dieci classificati a Cipro per problemi meccanici che lo fanno arrivare diciottesimo assoluto.
Dopo il Rally di Cipro, Henning va a punti in Portogallo dove termina quinto assoluto e successivamente conquista il primo dei suoi due podi stagionali in Rally d'Argentina.
Nel rally successivo arriva ottavo assoluto mentre in Polonia conquista il suo secondo podio con la terza posizione assoluta.
Conclude con il Rally del Galles dove si classifica quinto assoluto.
Nelle stagioni 2010 e 2011 i risultati per Henning calano, causa anche il cambio di vettura che lo fa passare dalla Ford Focus alla nuova Ford Fiesta RS WRC con alcuni eventi gareggiati su una Fiesta S2000.
Nel 2010 chiude la stagione ottavo assoluto con 45 punti totali (corsa su Ford Focus e Fiesta S2000 sempre del team Stobart) mentre nel 2011 (con la nuova Fiesta WRC) arriva 9º assoluto con 59 punti totali arrivando terzo nel Rally del Galles di fine stagione.
Nel 2012, dopo cinque anni trascorsi con il team Stobart, passa ad un team privato chiamato Go Fast Energy World Rally Team.

## Risultati nel mondiale rally

### WRC
| 1998 | Scuderia    | Vettura               |  |    |  |  |  |  |  |  |  |  |  |  |  |  |  |  | Punti | Pos. |
| ---- | ----------- | --------------------- |  | -- |  |  |  |  |  |  |  |  |  |  |  |  |  |  | ----- | ---- |
| 1998 | Shell Norge | Toyota Celica GT-Four |  | 12 |  |  |  |  |  |  |  |  |  |  |  |  |  |  | 0     |      |

| 1999 | Scuderia | Vettura         |  |  |  |  |  |  |  |  |  |  |  |  |  |     |  |  | Punti | Pos. |
| ---- | -------- | --------------- |  |  |  |  |  |  |  |  |  |  |  |  |  | --- |  |  | ----- | ---- |
| 1999 |          | Ford Escort WRC |  |  |  |  |  |  |  |  |  |  |  |  |  | Rit |  |  | 0     |      |

| 2000 | Scuderia | Vettura                              |  |     |  |     |  |  |  |  |     |  |  |  |  |    |  |  | Punti | Pos. |
| ---- | -------- | ------------------------------------ |  | --- |  | --- |  |  |  |  | --- |  |  |  |  | -- |  |  | ----- | ---- |
| 2000 |          | Ford Escort WRC e Toyota Corolla WRC |  | Rit |  | Rit |  |  |  |  | Rit |  |  |  |  | 14 |  |  | 0     |      |

| 2001 | Scuderia | Vettura                                 |  |     |     |  |  |  |  |  |     |  |  |  |  |    |  |  | Punti | Pos. |
| ---- | -------- | --------------------------------------- |  | --- | --- |  |  |  |  |  | --- |  |  |  |  | -- |  |  | ----- | ---- |
| 2001 |          | Toyota Corolla WRC e Subaru Impreza WRC |  | Rit | Rit |  |  |  |  |  | Rit |  |  |  |  | 13 |  |  | 0     |      |

| 2002 | Scuderia | Vettura            |  |    |  |  |  |  |  |  |     |  |  |  |  |  |  |  | Punti | Pos. |
| ---- | -------- | ------------------ |  | -- |  |  |  |  |  |  | --- |  |  |  |  |  |  |  | ----- | ---- |
| 2002 |          | Toyota Corolla WRC |  | 13 |  |  |  |  |  |  | Rit |  |  |  |  |  |  |  | 0     |      |

| 2003 | Scuderia | Vettura                     |  |     |  |  |  |  |  |  |     |  |  |  |  |  |  |  | Punti | Pos. |
| ---- | -------- | --------------------------- |  | --- |  |  |  |  |  |  | --- |  |  |  |  |  |  |  | ----- | ---- |
| 2003 |          | Mitsubishi Lancer Evolution |  | Rit |  |  |  |  |  |  | Rit |  |  |  |  |  |  |  | 0     |      |

| 2004 | Scuderia      | Vettura         |  |   |  |     |     |  |     |  |    |  |  |    |     |  |  |  | Punti | Pos. |
| ---- | ------------- | --------------- |  | - |  | --- | --- |  | --- |  | -- |  |  | -- | --- |  |  |  | ----- | ---- |
| 2004 | Bozian Racing | Peugeot 206 WRC |  | 6 |  | Rit | Rit |  | Rit |  | 10 |  |  | 11 | Rit |  |  |  | 3     | 19º  |

| 2005 | Scuderia              | Vettura           |  |   |  |  |    |   |    |     |  |   |  |    |  |  |  |  | Punti | Pos. |
| ---- | --------------------- | ----------------- |  | - |  |  | -- | - | -- | --- |  | - |  | -- |  |  |  |  | ----- | ---- |
| 2005 | Ford World Rally Team | Ford Focus RS WRC |  | 5 |  |  | 15 | 4 | 11 | Rit |  | 9 |  | 10 |  |  |  |  | 9     | 14º  |

| 2006 | Scuderia | Vettura         |     |   |   |  |  |   |     |   |  |   |  |   |   |     |    |    | Punti | Pos. |
| ---- | -------- | --------------- | --- | - | - |  |  | - | --- | - |  | - |  | - | - | --- | -- | -- | ----- | ---- |
| 2006 |          | Peugeot 307 WRC | Rit | 8 | 5 |  |  | 7 | Rit | 5 |  | 4 |  | 6 | 3 | Rit | 12 | 11 | 25    | 8º   |

| 2007 | Scuderia | Vettura           |    |   |   |   |    |   |   |   |   |    |   |    |   |   |    |    | Punti | Pos. |
| ---- | -------- | ----------------- | -- | - | - | - | -- | - | - | - | - | -- | - | -- | - | - | -- | -- | ----- | ---- |
| 2007 | M-Sport  | Ford Focus RS WRC | 14 | 4 | 3 | 9 | 11 | 5 | 4 | 5 | 5 | 13 | 9 | 10 | 9 | 3 | 16 | 15 | 34    | 6º   |

| 2008 | Scuderia | Vettura           |   |   |   |     |   |   |   |   |   |   |   |    |    |     |     |  | Punti | Pos. |
| ---- | -------- | ----------------- | - | - | - | --- | - | - | - | - | - | - | - | -- | -- | --- | --- |  | ----- | ---- |
| 2008 |          | Ford Focus RS WRC | 9 | 3 | 5 | Rit | 4 | 7 | 8 | 5 | 5 | 7 | 9 | 11 | 15 | Rit | Rit |  | 22    | 8º   |

| 2009 | Scuderia | Vettura           |   |   |    |   |   |   |    |   |    |   |   |   |  |  |  |  | Punti | Pos. |
| ---- | -------- | ----------------- | - | - | -- | - | - | - | -- | - | -- | - | - | - |  |  |  |  | ----- | ---- |
| 2009 | M-Sport  | Ford Focus RS WRC | 4 | 4 | 18 | 5 | 3 | 8 | 14 | 3 | 30 | 7 | 9 | 5 |  |  |  |  | 33    | 6º   |

| 2010 | Scuderia | Vettura                               |   |   |   |    |   |     |    |     |    |   |   |   |   |  |  |  | Punti | Pos. |
| ---- | -------- | ------------------------------------- | - | - | - | -- | - | --- | -- | --- | -- | - | - | - | - |  |  |  | ----- | ---- |
| 2010 | M-Sport  | Ford Focus RS WRC e Ford Fiesta S2000 | 6 | 6 | 9 | 25 | 7 | Rit | 10 | Rit | 37 | 7 | 9 | 8 | 6 |  |  |  | 45    | 8º   |

| 2011 | Scuderia | Vettura            |     |   |   |    |     |  |   |   |   |    |   |   |   |  |  |  | Punti | Pos. |
| ---- | -------- | ------------------ | --- | - | - | -- | --- |  | - | - | - | -- | - | - | - |  |  |  | ----- | ---- |
| 2011 | M-Sport  | Ford Fiesta RS WRC | Rit | 6 | 9 | 14 | Rit |  | 5 | 7 | 7 | 14 | 6 | 8 | 3 |  |  |  | 59    | 9º   |

| 2012 | Scuderia | Vettura            |    |   |  |  |  |  |  |  |  |  |  |  |  |  |  |  | Punti | Pos. |
| ---- | -------- | ------------------ | -- | - |  |  |  |  |  |  |  |  |  |  |  |  |  |  | ----- | ---- |
| 2012 |          | Ford Fiesta RS WRC | 13 | 7 |  |  |  |  |  |  |  |  |  |  |  |  |  |  | 6     | 20º  |

| 2013 | Scuderia | Vettura            |  |   |  |  |  |  |  |  |  |  |  |  |  |  |  |  | Punti | Pos. |
| ---- | -------- | ------------------ |  | - |  |  |  |  |  |  |  |  |  |  |  |  |  |  | ----- | ---- |
| 2013 |          | Ford Fiesta RS WRC |  | 8 |  |  |  |  |  |  |  |  |  |  |  |  |  |  | 4     | 25º  |

| 2014 | Scuderia | Vettura            |  |   |  |   |  |   |   |   |  |  |  |  |     |  |  |  | Punti | Pos. |
| ---- | -------- | ------------------ |  | - |  | - |  | - | - | - |  |  |  |  | --- |  |  |  | ----- | ---- |
| 2014 | M-Sport  | Ford Fiesta RS WRC |  | 7 |  | 5 |  | 7 | 9 | 9 |  |  |  |  | Rit |  |  |  | 26    | 11º  |

| 2015 | Scuderia                | Vettura            |    |    |  |  |  |  |  |  |  |  |  |  |  |  |  |  | Punti | Pos. |
| ---- | ----------------------- | ------------------ | -- | -- |  |  |  |  |  |  |  |  |  |  |  |  |  |  | ----- | ---- |
| 2015 | Adapta World Rally Team | Ford Fiesta RS WRC | 11 | 13 |  |  |  |  |  |  |  |  |  |  |  |  |  |  | 0     |      |

| 2016 | Scuderia | Vettura                             |  |   |  |   |    |   |    |    |  |  |  |  |  |  |  |  | Punti | Pos. |
| ---- | -------- | ----------------------------------- |  | - |  | - | -- | - | -- | -- |  |  |  |  |  |  |  |  | ----- | ---- |
| 2016 | M-Sport  | Ford Fiesta RS WRC e Ford Fiesta R5 |  | 7 |  | 9 | 27 | 7 | 15 | 12 |  |  |  |  |  |  |  |  | 14    | 14º  |

| 2017 | Scuderia | Vettura        |  |    |  |  |  |  |  |  |  |  |  |  |  |  |  |  | Punti | Pos. |
| ---- | -------- | -------------- |  | -- |  |  |  |  |  |  |  |  |  |  |  |  |  |  | ----- | ---- |
| 2017 |          | Škoda Fabia R5 |  | 31 |  |  |  |  |  |  |  |  |  |  |  |  |  |  | 0     |      |

| 2018 | Scuderia                | Vettura         |  |    |  |  |  |  |  |  |  |   |  |    |  |  |  |  | Punti | Pos. |
| ---- | ----------------------- | --------------- |  | -- |  |  |  |  |  |  |  | - |  | -- |  |  |  |  | ----- | ---- |
| 2018 | Adapta World Rally Team | Ford Fiesta WRC |  | 19 |  |  |  |  |  |  |  | 6 |  | 17 |  |  |  |  | 8     | 17º  |

| 2019 | Scuderia | Vettura        |  |    |  |  |  |  |    |  |    |  |    |  |  |  |  |  | Punti | Pos. |
| ---- | -------- | -------------- |  | -- |  |  |  |  | -- |  | -- |  | -- |  |  |  |  |  | ----- | ---- |
| 2019 |          | Škoda Fabia R5 |  | 17 |  |  |  |  | 11 |  | 15 |  | 15 |  |  |  |  |  | 0     |      |

| Legenda | 1º posto | 2º posto | 3º posto | A punti | Senza punti | Ritirato | Squalificato | NP=Non partito C=Gara cancellata | Apice=Power stage |

### WRC-2
| 2018 | Scuderia     | Vettura        |  |  |  |  |  |  |  |  |  |  |  |   |  |  |  |  | Punti | Pos. |
| ---- | ------------ | -------------- |  |  |  |  |  |  |  |  |  |  |  | - |  |  |  |  | ----- | ---- |
| 2018 | Toksport WRT | Škoda Fabia R5 |  |  |  |  |  |  |  |  |  |  |  | 6 |  |  |  |  | 8     | 33º  |

| 2019 | Scuderia | Vettura        |  |   |  |  |  |  |   |  |   |  |   |  |  |  |  |  | Punti | Pos. |
| ---- | -------- | -------------- |  | - |  |  |  |  | - |  | - |  | - |  |  |  |  |  | ----- | ---- |
| 2019 |          | Škoda Fabia R5 |  | 7 |  |  |  |  | 3 |  | 5 |  | 4 |  |  |  |  |  | 43    | 9º   |

| Legenda | 1º posto | 2º posto | 3º posto | A punti | Senza punti | Ritirato | Squalificato | NP=Non partito C=Gara cancellata | Apice=Power stage |